# FiatGeotech
 (octobre 2024).
Si vous disposez d'ouvrages ou d'articles de référence ou si vous connaissez des sites web de qualité traitant du thème abordé ici, merci de compléter l'article en donnant les références utiles à sa vérifiabilité et en les liant à la section « Notes et références ».
Fiat Geotech - Fiat Géotechnique était une holding filiale du groupe italien Fiat Group regroupant les sociétés du groupe Fiat spécialisées dans les domaines des machines agricoles et des travaux publics.

## Histoire
Née en 1988 du regroupement des sociétés FiatAgri (secteur agriculture) et Fiat MMT (travaux publics), Fiat Geotech devient une holding opérationnelle qui conservera les marques FiatAgri pour l'agriculture et Fiat-Hitachi en Europe avec Fiat-Allis dans les autres continents, pour bien assurer la distinction entre les spécialités.
En 1991, Fiat Geotech rachète l'américain Ford New-Holland et la holding prend le nom de Fiat-NH Geotech en 1993 puis, en 2000, après le rachat de l'américain Case, change à nouveau de raison sociale pour devenir CNH Global - Case New-Holland, qui est le premier constructeur de machines agricoles et le 3e de travaux publics dans le monde.

## Marques
Les matériels sont maintenant commercialisés sous les marques et couleurs :
- machines agricoles :
  - New Holland Agriculture : jaune clair et bandeau bleu roi pour les moissonneuses-batteuses, ensileuses et presses - bleu roi pour les tracteurs, les machines à vendanger et de manutention,
  - Case-IH Agriculture : rouge-brun et noir pour la gamme professionnelle - jaune-orangé pour le matériel de collectivités,
  - Steyr : rouge gris clair et noir (réservé au seul marché autrichien) ;
- engins de travaux publics :
  - New Holland Construction : jaune-orangé et noir,
  - CaseConstruction : jaune-orangé et noir.

Les marques FiatAgri, OM, Someca, Fiat-Allis, Fiat-Hitachi et Fiat-Kobelco ne sont plus commercialisées.

## Galerie

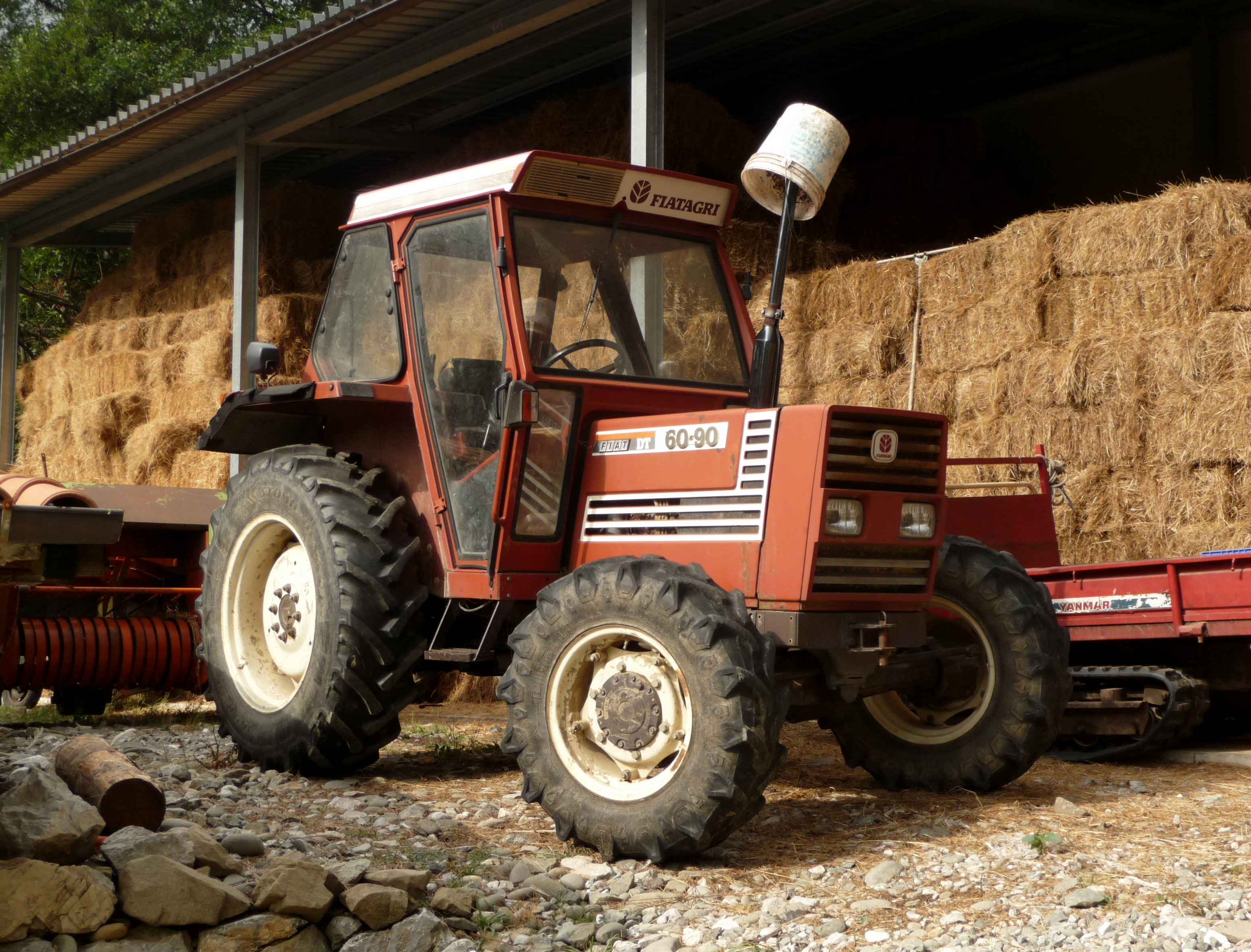
Tracteur Fiat 60-90.
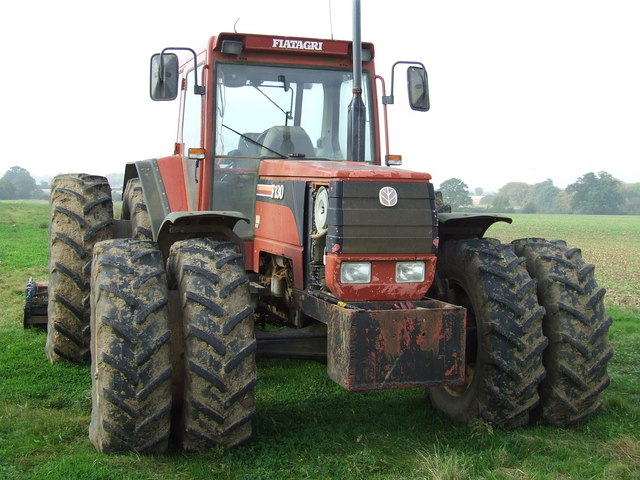
Tracteur Winner Fiat F130.
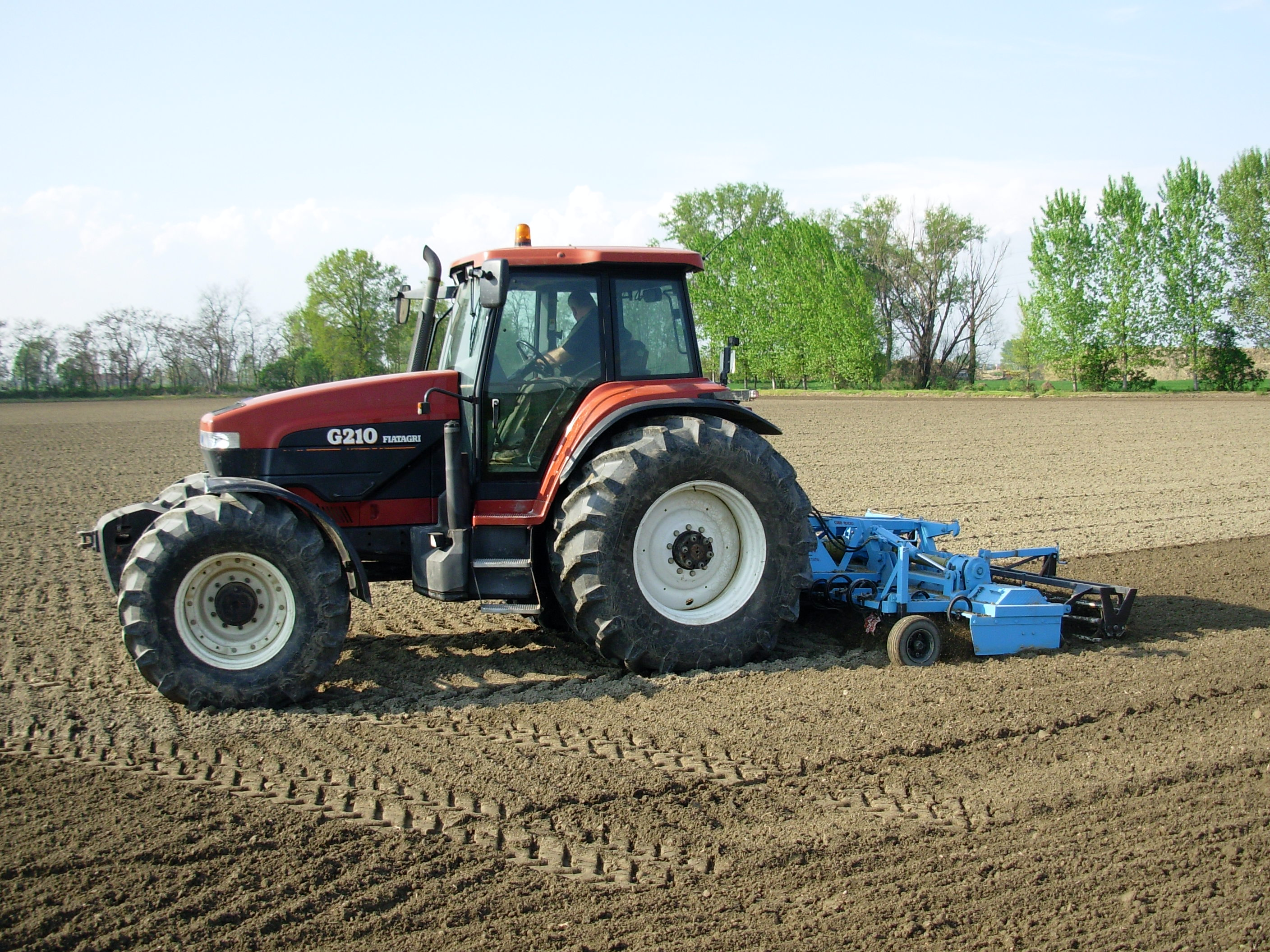
Une des dernières productions FiatAgri, le G210.
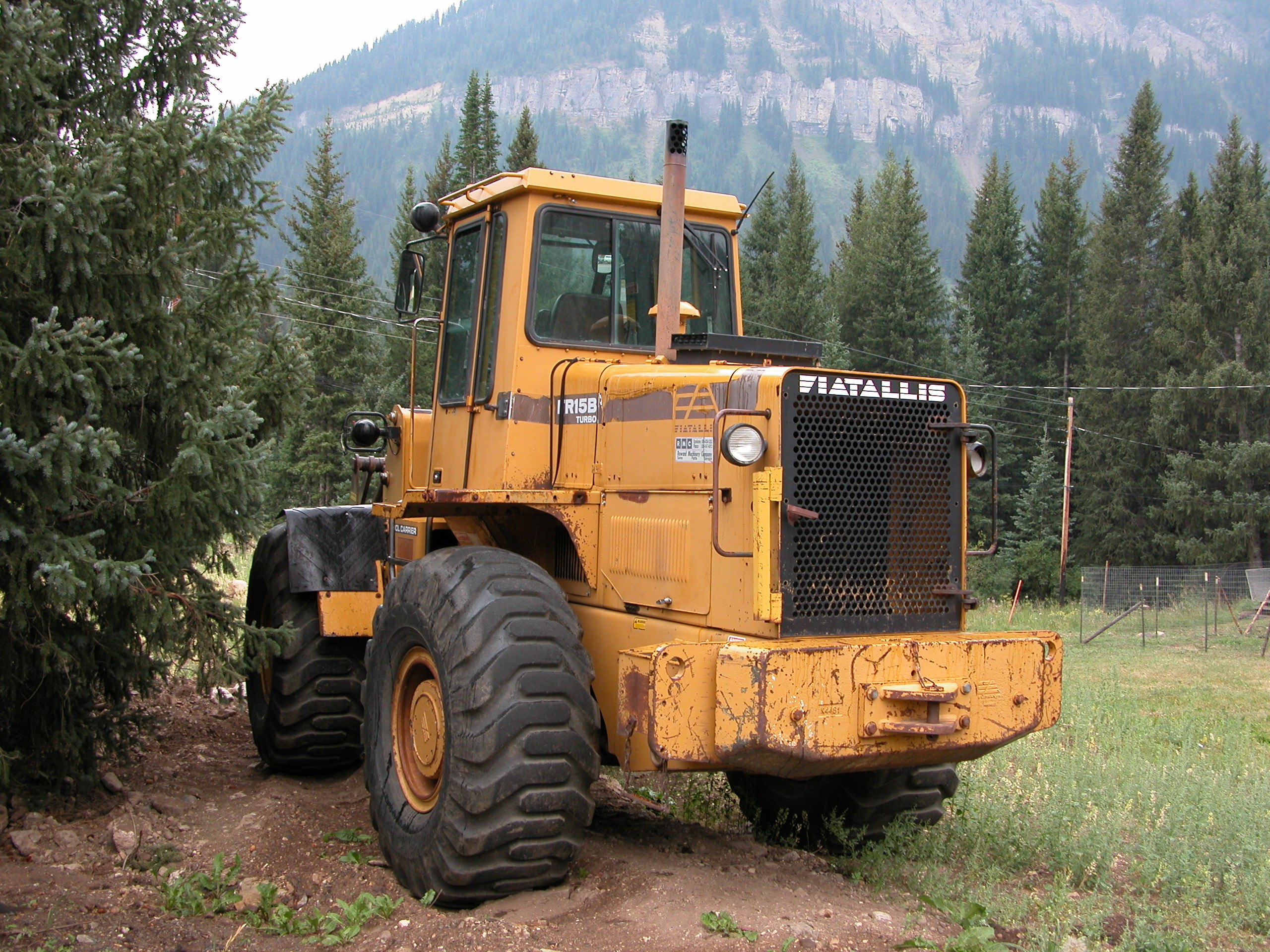
Chargeuse FiatAllis FR15B.
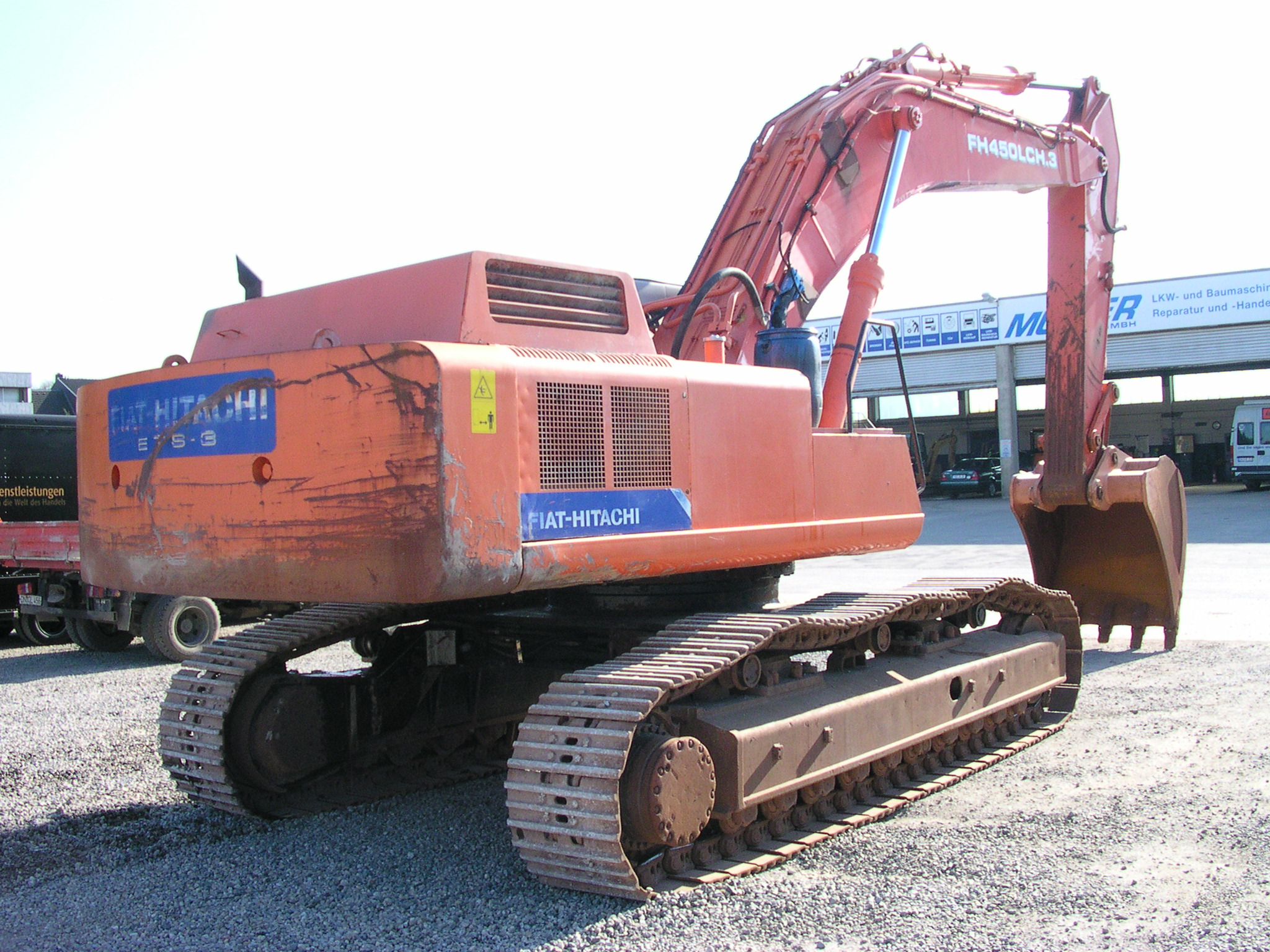
Pelle mécanique Fiat-Hitachi FH450.